# L’ira di Achille (Oper)
 L’ira di Achille (Der Zorn des Achilleus) ist das Fragment einer Oper in zwei Akten von Gaetano Donizetti. Das Libretto ist möglicherweise dasjenige, das Felice Romani 1814 für eine gleichnamige Oper von Giuseppe Nicolini verfasste. Donizettis Opernfragment wurde zu seinen Lebzeiten vermutlich nicht aufgeführt.

## Handlung

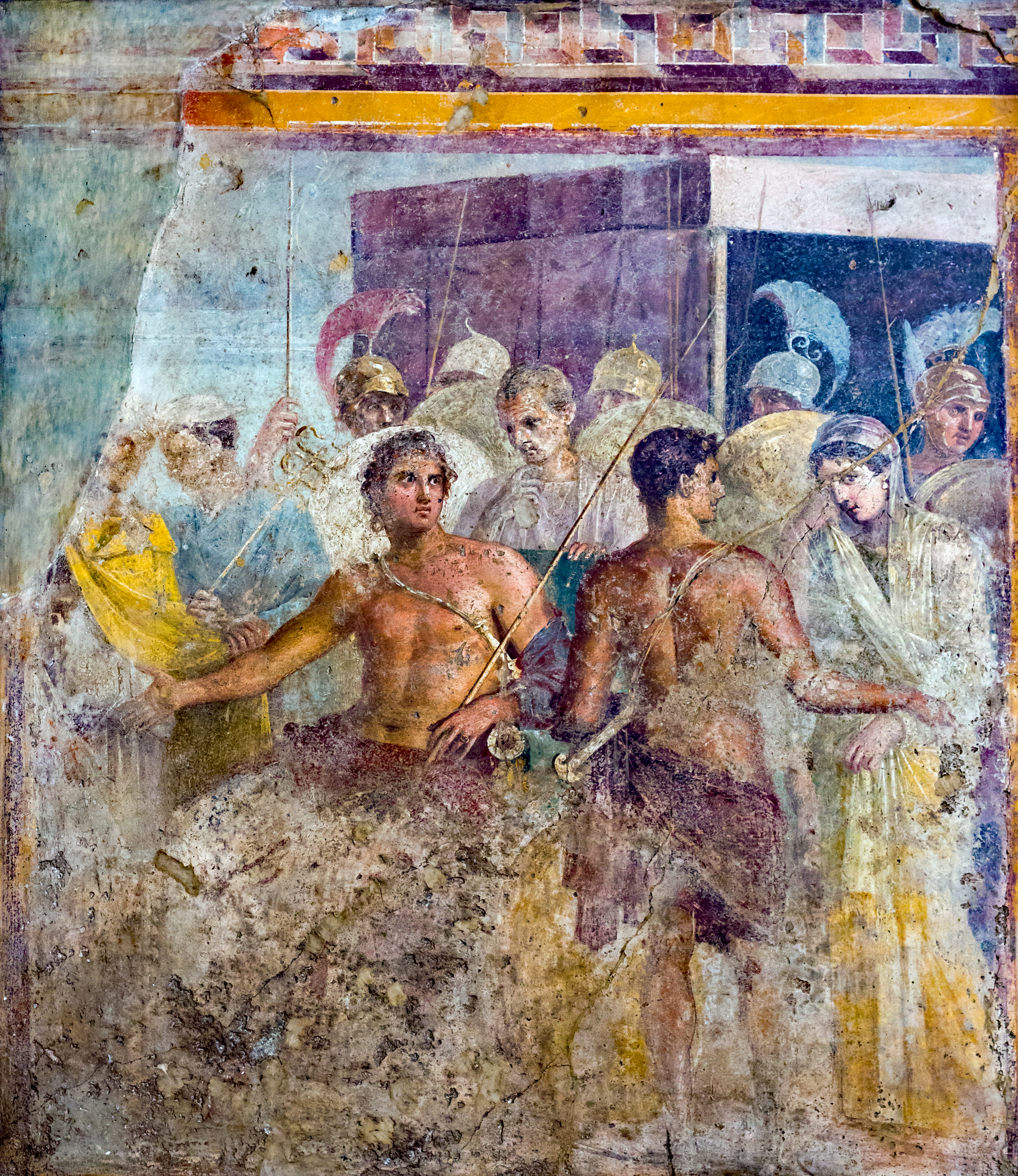
Achilleus’ Übergabe der Briseis, Wandgemälde aus Pompeji, 1. Jh. n. Chr.

Erzählt wird eine Episode um Briseide, die Lieblingssklavin des Kriegers Achille, der sie während des Trojanischen Krieges erbeutet hatte. Der Heerführer Agamemnone jedoch nahm sie Achille weg, als er seine eigene Sklavin Criseide ihrem Vater zurückgeben musste, um ein schlechtes Orakel abzuwenden. Daraufhin zieht sich Achille zornig aus dem Kampf um Troja zurück. Dies wird in der Ilias als „Zorn des Achilleus“ besungen.

## Werk
Während seiner Studienzeit in Bologna vertonte der zwanzigjährige Donizetti den ersten Akt und ein Duett des zweiten Aktes sowie eine Szene, ein Rezitativ und eine Arie für Bass und Chor. Der Musikwissenschaftler William Ashbrook hält es für wahrscheinlich, dass er dies zu Übezwecken oder für eine Aufführung unter den Musikamateuren Bolognas tat.
Die im Donizetti-Museum in Bergamo aufbewahrte Partitur wurde von dem dort wirkenden Musikwissenschaftler Guido Zavadini rekonstruiert und befindet sich nun in der französischen Nationalbibliothek in Paris.

## Aufnahmen
- 3. April 1998 – Antonio Brena (Dirigent), Orchestra d’Archi Filharmonica Lombarda.
 Sergio Rocchi (Achille), Sergio Bologna (Agamemnone), Nicoletta Ceruti (Briseide), Marcello Merlini (Taltibio), Fabio Tartari (Patroclo), Elena Bertocchi (Criseide), Alberto Rota (Calcante).
 Live, konzertant aus dem Teatro Colognola in Bergamo.
 Celestial Audio CA 483 (2 CDs).[7][8]

## Digitalisate
- Autografes Manuskript der Partitur. Digitalisat bei Gallica
- Libretto von Nicolinis Oper. Digitalisat des Münchener Digitalisierungszentrums